# Arie Querido
Arie Querido (Amsterdam, 18 januari 1901 – Pont-de-Barret, 5 juli 1983) was een Nederlandse sociaal-geneeskundige. Hij speelde een belangrijke rol bij de ontwikkeling van de ambulante geestelijke gezondheidszorg in Amsterdam. Van 1958 tot 1971 was hij voor de PvdA lid van de Eerste Kamer. Querido schreef verschillende boeken over medische geschiedenis en de totstandkoming van bekende ziekenhuizen. In 1980 verscheen zijn autobiografie onder de titel Doorgaand verkeer. Hij was de zoon van de uitgever Emanuel Querido.
Tijdens zijn studie geneeskunde deed Querido een jaar lang onderzoek in de Verenigde Staten bij de fysioloog Walter Cannon. De kennis die hij daar verwierf zou zijn hele carrière doorklinken bij de hantering van het begrip homeostase. Na de studie in 1926 te hebben afgerond begon hij als tweede geneesheer in psychiatrische inrichting Endegeest te Oegstgeest.
Vanaf 1931 werkte hij als psychiater  bij de Geneeskundige en Gezondheidsdienst van Amsterdam. Daar kreeg hij opdracht na te gaan of het aantal langdurige opnames van Amsterdamse psychiatrische patiënten in inrichtingen door het hele land niet kan worden verminderd. De toenmalige Armenwet schreef namelijk voor dat de gemeente van herkomst de kosten moet betalen die verbonden zijn aan opname in een instelling. Arie Querido bezocht alle veertig instellingen waar op dat moment in totaal zo'n 3.000 Amsterdammers waren opgenomen. Om een beeld te krijgen van hun problematiek bezocht hij ook de zesenveertig families die leefden in de woonschool Zeeburgerdorp, in het oostelijk havengebied van Amsterdam. In zijn publicatie hierover gebruikt Querido voor het eerst de term sociale psychiatrie. Zijn brede sociale belangstelling bleek ook uit zijn in 1958 gepubliceerde boek Storm in het weeshuis. De beroering onder de Amsterdamse burgerwezen in 1566.
Querido werkte aan concrete verbeteringen in de psychiatrische zorg. Hij legde de basis voor het systeem van voor- en nazorg waarbij hij bepleitte dat de psychiater de patiënt moest bezoeken, en niet andersom. Deze werkwijze kreeg in Amsterdam onder andere vorm als de rijdende psychiater. Querido leverde zo een belangrijke bijdrage aan de uitbouw van ambulante geestelijke gezondheidszorg. Zijn ideeën daarover hebben in belangrijke mate bijgedragen aan de totstandkoming van de regionale instellingen voor ambulante geestelijke gezondheidszorg, de Riagg’s.
In 1952 werd Querido benoemd tot hoogleraar sociale geneeskunde aan de Universiteit van Amsterdam, waar hij tot 1970 aan verbonden bleef. In dezelfde periode (1954-1967) bekleedde hij ook de functie van voorzitter van de Nationale Federatie voor de Geestelijke Volksgezondheid.
Querido was een voorloper op het gebied van multidimensionaal denken. Aandacht besteden aan zowel de somatische als het psychische aspect van het menselijk bestaan was psychiaters en zenuwartsen in zijn tijd wel toevertrouwd. Maar dat de sociale dimensie daarbij niet gemist kon worden was nog zeker geen gemeengoed. De beklemtoning van deze derde, sociale dimensie, bracht hem er niet alleen toe over sociale psychiatrie te spreken, maar ook te pleiten voor een, zoals hij het noemde, integrale geneeskunde. Hij schreef hierover het boek Inleiding tot een Integrale Geneeskunde (1955).
De geestelijke gezondheidszorg was volgens Querido niet los te zien van maatschappijhervorming. Van 1958 tot 1971 zetelde hij voor de PvdA in de Eerste Kamer. Hij maakte er zich hard voor een beter financieringsstelsel, maar viel ook op door in december 1967 als enige senator tegen de invoering van de AWBZ te stemmen. Die zou volgens hem “een opbergsysteem voor hopeloze patiënten” worden.
Ter nagedachtenis van het werk van Arie Querido bestaat de Querido-lezing. Zijn naam leeft ook nog verder in de Amsterdamse instelling voor opvang, woonbegeleiding en dagactiviteiten, de stichting HvO-Querido, ontstaan in 1997 door een fusie van de vereniging Hulp voor Onbehuisden en de prof. dr. A. Querido stichting.